# Goodie Mob
Goodie Mob est un groupe de hip-hop américain, originaire d'Atlanta, en Géorgie. Formé en 1991, le groupe se compose actuellement de Cee-Lo, Khujo, T-Mo, et Big Gipp.Comme expliqué dans la chanson Fighting, issue de l'album Soul Food, Goodie Mob signifie the GOOD DIE Mostly Over Bullshit (littéralement « le bon crève toujours pour des conneries »).

## Biographie

### Débuts et succès (1991–2005)
Goodie Mob est formé en 1991 à Atlanta, en Géorgie. Le premier album de Goodie Mob, Soul Food est publié le 21 novembre 1995 au label LaFace Records, et est certifié disque d'or. Il est produit par Organized Noize et bien accueilli par la presse spécialisée. La phrase « Dirty South », qui est un genre de hip-hop, est cité pour la première fois dans cet album. L'album fait polémique pour ses contenus racistes, discriminatoires et géopolitiques. En parallèle à l'album Southernplayalisticadillacmuzik d'Outkast, Soul Food popularisera la scène rap d'Atlanta. Il engendre trois singles classés au Billboard Hot 100 que sont Cell Therapy, Soul Food, et Dirty South, ce dernier étant le mieux classé (39e). En 1996, Goodie Mob participe à la compilation America is Dying Slowly de la Red Hot Organization, notamment aux côtés de Biz Markie, Coolio, et Fat Joe. Le deuxième album de Mob, Still Standing, est publié en 1998. L'album est également produit par Organized Noize, sauf de DJ Muggs et Mr. DJ. À cette période, le groupe apparaît dans le film Mystery Men dans le rôle des Not So Goodie Mob, avec Cee-Lo créditée sous son vrai nom, Thomas Callaway.

### Réunion (depuis 2008)
Le 19 août 2008, les quatre membres du groupe se présentent par surprise au Tabernacle d'Atlanta lors d'un concert de Nelly. Le 19 septembre 2009, Goodie Mob joue son premier concert de réunion au Masquerade d'Atlanta. Le groupe joue aussi avec les membres originaux au festival Smoke Out de San Bernardino, CA, le 23 octobre 2009.
En 2011, Goodie Mob signe avec Elektra Records et se consacre à l'enregistrement d'un nouvel album. Cee-Lo en dit davantage sur MTV News. Le 12 mars 2011, Goodie Mob joue Get Rich to This à Las Vegas, dans le Nevada. Le 28 avril 2011, Cee-Lo emmène Goodie Mob au Sunfest de West Palm Beach, Floride. Le groupe joue quatre chansons incluant Black Ice (Sky High), Cell Therapy, et Soul Food.
Le 25 juillet 2011, Cee-Lo annonce sur Twitter le nouvel album de Goodie Mob, We Sell Drugs Too. Cependant, en février 2012, Cee-Lo tweete le nouveau titre de leur album, Age Against the Machine.
Le 23 avril 2012, le groupe joue son nouveau single, Fight to Win à l'émission The Voice. Le 1er mai 2012, le groupe joue Fight to Win au Last Call with Carson Daly. Le 18 mai 2012, le groupe publie Is That You, God?, une chanson du film The Obama Effect. Au début d'avril 2013, Age Against the Machine est annoncé pour le 27 août 2013. En août 2013, le groupe révèle la couverture de l'album. En janvier 2014, Big Gipp annonce une tournée avec Goodie Mob et Outkast.
En 2015, le groupe compte $22 millions de bénéfice net.

## Discographie
- 1995 : Soul Food (en)
- 1998 : Still Standing
- 1999 : World Party
- 2004 : One Monkey Don't Stop No Show
- 2013 : Age Against the Machine